# Beaumont-le-Hareng
Beaumont-le-Hareng è un comune francese di 227 abitanti situato nel dipartimento della Senna Marittima nella regione della Normandia.

## Società

### Evoluzione demografica
Abitanti censiti